# Frank Bongardt
Frank Bongardt (* 14. Mai 1972 in Idar-Oberstein) ist Welt- und Europameister im Kickboxen (Pointfighting) im Halbschwergewicht und als Senior im Schwergewicht.
Für die Verbände World Kickboxing Association (WKA), World Association of Kickboxing Organizations (Wako), International Sport Karate Association (ISKA) und World Kickboxing Federation (WKF) nahm Frank Bongard an mehr als 150 Turnieren in den Jahren 2000 bis 2010 teil.
Er war von 2004 bis 2007 Mitglied des WKA Nationalteam, 2005 des WOMAA Nationalteam und 2009 bis 2010 des ISKA Nationalteam. Während der Weltmeisterschaften 2010 in Alicante (Spanien) wurde er Weltmeister im Schwergewicht bei den Senioreneinzel, sowie in der Mannschaft gemeinsam mit Oliver Wolff und Carlo Vangelista.
Am 19. Juli 2014 besiegte Frank Bongardt bei einem Galakampf in Bregenz (Österreich), seinen Deutschen Gegner Frank Grund knapp in 5 Runden und konnte sich so den ersten Profititel seiner Karriere sichern.